# Pleurotomella virginalis
Pleurotomella virginalis é uma espécie de gastrópode do gênero Pleurotomella, pertencente a família Raphitomidae.